# Kokuten Kōdō
Kokuten Kōdō (高堂 国典 Kōdō Kokuten?, n. 29 ianuarie 1887, Takasago, Prefectura Hyōgo, Japonia – d. 22 ianuarie 1960), pe numele real Saichirō Tanigawa (谷川 佐市郎), a fost un actor japonez de film.

## Biografie
Kokuten Kōdō a debutat ca actor de teatru în 1901 în spectacolele melodramatice shinpa. A fost angajat de studioul Teikine în 1923 și după cel de-al Doilea Război Mondial de studioul Toho.
A apărut în aproape 230 de filme între 1923 și 1959. A colaborat de mai multe ori cu cineastul Akira Kurosawa și este cunoscut în special pentru rolul bătrânului Gisaku din filmul Cei șapte samurai (1954).

## Filmografie selectivă
- 1943: La Légende du grand judo (姿三四郎 Sugata sanshiro?), regizat de Akira Kurosawa - preotul budist[6]
- 1945: La Nouvelle Légende du grand judo (續姿三四郎 Zoku sugata sanshiro?), regizat de Akira Kurosawa - preotul budist Saiduchi[7]
- 1946: Je ne regrette rien de ma jeunesse (わが青春に悔なし Waga seishun ni kuinashi?), regizat de Akira Kurosawa - dl. Noge, tatăl lui Ryukichi[8]
- 1947: La Montagne d'argent (銀嶺の果て Ginrei no hate?), regizat de Senkichi Taniguchi - bunicul lui Haruko[9]
- 1950: Scandale (醜聞 Shubun?), regizat de Akira Kurosawa - bătrânul[10]
- 1951: Hakuchi (白痴 Hakuchi?), regizat de Akira Kurosawa - Jumpei[11]
- 1953: Un couple (夫婦 Fūfu?), regizat de Mikio Naruse - trecătorul surd
- 1954: Cei șapte samurai (七人の侍 Shichinin no samurai?), regizat de Akira Kurosawa - bătrânul Gisaku[12]
- 1954: Godzilla (ゴジラ Gojira?), regizat de Ishirō Honda - pescarul bătrân
- 1955: Vivre dans la peur (生きものの記録 Ikimono no kiroku?), regizat de Akira Kurosawa[13]
- 1956: La Rue de la honte (赤線地帯 Akasen chitai?), regizat de Kenji Mizoguchi - Kadowaki Keisaku
- 1957: Une femme indomptable (あらくれ Arakure?), regizat de Mikio Naruse
- 1957: Tronul însângerat (蜘蛛巣城 Kumonosu jo?), regizat de Akira Kurosawa - un comandant militar[14]
- 1958: Omul cu ricșa (無法松の一生 Muhomatsu no issho?), regizat de Hiroshi Inagaki - bătrânul orașului care recunoaște sunetul tobelor[15][16]
- 1958: La Forteresse cachée (隠し砦の三悪人 Kakushi toride no san-akunin?), regizat de Akira Kurosawa - bătrânul[17]

## Legături externe
- Kokuten Kōdō la Internet Movie Database